# Paola Llamas Dinero
Paola Llamas Dinero (Guadalajara, 1992) es una promotora de la literatura y poeta mexicana.
Autora de libros como Yo no pedí nacer mujer pero gracias (2021) y Poemas para Otakus (2024), su propuesta política es acercar la poesía de manera no convencional a todos los públicos.

## Biografía
Estudió Letras Hispánicas en la Unviersidad de Guadalajara (UdeG).
Ha colaborado en diversas publicaciones literarias mexicanas como Los nadie, Liber, Homúnculo, Letrina, Hysteria, Tenían veinte años y estaban locos, Enter Magazine, Transtierros y Broken English, entre otros. Algunos de sus poemas han sido traducidos al inglés y al portugués. 
Fue coordinadora del Festival de Poesía Poemm en Guadalajara hasta 2016, dedicado a la poesía emergente mexicana y diversos eventos independientes y festivales alrededor del país.
Su obra se ha presentado en varias plataformas, incluyendo el Hay Festival en México y la Feria Internacional del Libro de Guadalajara. 
Ha realizado varias publicaciones de manera independiente como Bestia y fuego (Mono ediciones, 2015), Izquierdo (Mueve la cola perrito, 2017), A veces soy un semáforo con todas las luces encendidas (2019) y Yo no pedí nacer mujer pero gracias (Osa Menor, 2021). Su obra se incluye en las antologías Pasarás de moda (Editorial Montea, 2016), Hot Babes (Ojo de Pez, 2016), En esta esquina fanzine  (2016) y Monstrua. Antología de diez escritoras mexicanas compilada en 2023 por las escritoras Brenda Lozano y Gabriela Jáuregui por Libros UNAM. 
Antes de estudiar en la Universidad, Llamas Dinero encontró su amor por la poesía en el arte urbano. Proviene de una familia obrera que no contemplaba la lectura como parte de su vida cotidiana. Para ella tuvieron más influencia expresiones como el graffiti o el rap en español, o el colorido lenguaje que se habla en el tianguis. Su bagaje cultural poético también está influenciado por su amor al ánime. 
En una entrevista señaló que encontró un libro de poesía en un tianguis y de inmediato se interesó por la forma en la que se expresaba el autor, que no recuerda. Entonces comenzó a hacer sus poemas y luego decidió estudiar literatura.
Como autora, ha encontrado formas de hacer de la poesía un género accesible para todos los públicos de manera no solemne, llevando sus poemas a lecturas públicas urbanas y a videos breves de plataformas como YouTube y TikTok.
  

En Poemas para otakus, publicado en 2024 por el sello editorial mexicano Almadía, Paola Llamas Dinero toma palabras, imágenes y referencias de la cultura pop para construir su propia voz y reconoce estos elementos como parte de nuestro lenguaje.  
El acceso a la literatura, la que hacemos y la que leemos, no debería ser de unos cuantos, tenemos que buscar la manera de que sea accesible para todos y eso tenía muy en mente cuando escribí este libro, me gustaría que este libro sea para alguien que lee poesía y para alguien que no lee.  
Además de escribir poesía, se dedica a la promoción de la lectura y tuvo su propio restaurante de tortas ahogadas llamado Las Tortugas Ninja: ahogadas, adolescentes, mutantes, también conocido como Ahogada Mutante. El restaurante apareció en la serie documental La divina gula de Netflix. Está cerrado permanentemente desde 2024.